# Giorgia Meloni
Giorgia Meloni (Roma, 15 gennaio 1977) è una politica italiana, presidente del Consiglio dei ministri della Repubblica Italiana dal 22 ottobre 2022.
Prima donna a capo del governo nella storia d'Italia, ha ricoperto precedentemente gli incarichi di vicepresidente della Camera dei deputati dal 2006 al 2008 e di ministro per la gioventù nel quarto governo Berlusconi dal 2008 al 2011. È stata presidente della Giovane Italia, dopo aver ricoperto la medesima carica in Azione Giovani e Azione Studentesca. Dopo aver sostenuto il governo Monti, lascia il Popolo della Libertà a fine 2012 non condividendo la decisione di Silvio Berlusconi di non indire le primarie e fonda, insieme a Ignazio La Russa e Guido Crosetto, il partito Fratelli d'Italia, di cui è presidente dall'8 marzo 2014.
Dal settembre 2020 fino al 13 gennaio 2025 è stata presidente del Partito dei Conservatori e dei Riformisti Europei.

## Biografia

### Studi e militanza studentesca
Il padre, un commercialista, si separa dalla famiglia quando Giorgia ha due anni, e si trasferisce alle Canarie dove si sposa nuovamente; in seguito verrà condannato a nove anni di carcere per traffico di droga. La madre cresce così le due figlie da sola e per un periodo lavora come scrittrice di romanzi rosa con gli pseudonimi Josie Bell e Amanda King. I nonni paterni di Giorgia Meloni sono l'attrice e doppiatrice Zoe Incrocci e il regista Nino Meloni.
All'età di tre anni si trasferisce con la madre e la sorella nel quartiere popolare della Garbatella, sempre a Roma, dove vive fino all'adolescenza. Dal 1990 al 1996 studia presso l'istituto professionale "Amerigo Vespucci" di Roma, conseguendo il diploma di maturità linguistica con votazione 60/60.
Nel 1992, a 15 anni, aderisce al Fronte della Gioventù, l'organizzazione giovanile del Movimento Sociale Italiano; fonda anche il coordinamento Gli Antenati, che partecipava alla contestazione contro il progetto di riforma della scuola promosso dal ministro Rosa Russo Iervolino. Nel 1996 diviene responsabile nazionale di Azione Studentesca, il movimento studentesco di Alleanza Nazionale, rappresentandolo al Forum delle associazioni studentesche istituito dal Ministero della pubblica istruzione.

### Consigliere provinciale e presidente di Azione Giovani
Nel 1998, dopo aver vinto le primarie di Alleanza Nazionale per l'XI Municipio di Roma, viene eletta consigliere della Provincia di Roma per Alleanza Nazionale, rimanendo in carica fino al 2002. Nello stesso anno crea la manifestazione Atreju che si celebrerà ogni anno a tutt'oggi.
Nel 2000 diviene dirigente nazionale di Azione Giovani, l'organizzazione giovanile di AN. Nel febbraio 2001 Gianfranco Fini, presidente di Alleanza Nazionale, la nomina coordinatrice del comitato nazionale di reggenza di Azione Giovani.
Nel 2004 viene eletta presidente di Azione Giovani durante il congresso nazionale di Viterbo, a capo della lista "Figli d'Italia", diventando la prima presidente donna di un'organizzazione giovanile di destra. Dal 2004 al 2006 ha lavorato al quotidiano del partito, Secolo d'Italia.
Alle elezioni regionali nel Lazio del 2005 è candidata nel listino Per il Lazio a sostegno del candidato presidente di centrodestra Francesco Storace, che tuttavia è sconfitto, non permettendole di ottenere il seggio.
Dal 2006 è giornalista professionista.

### L'ascesa a livello nazionale

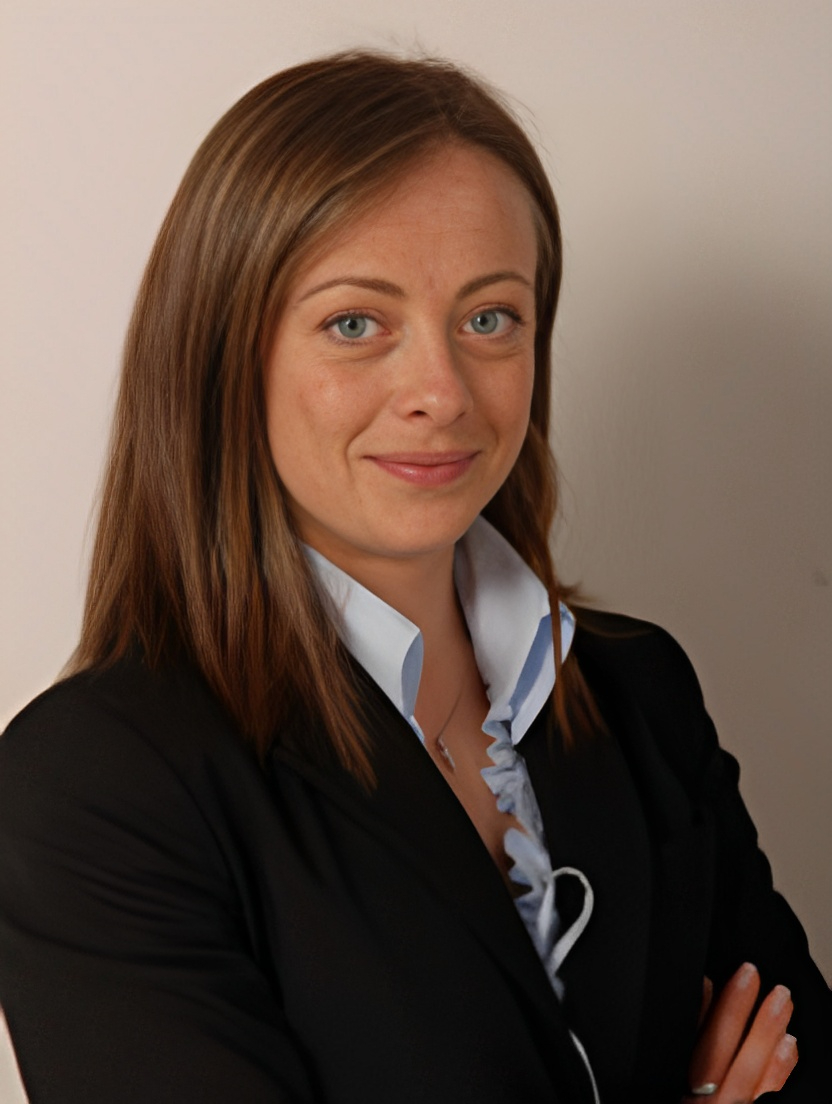
Giorgia Meloni eletta alla Camera dei deputati nel 2006

Alle elezioni politiche del 2006 viene candidata alla Camera dei deputati, tra le liste di Alleanza Nazionale nella circoscrizione Lazio 1 in ottava posizione, risultando eletta deputata a 29 anni. Nella XV legislatura è stata uno dei vicepresidenti della Camera dei deputati.

#### Ministra nel Governo Berlusconi IV
Alle elezioni politiche del 2008 è rieletta deputata nelle liste del Popolo della Libertà nella circoscrizione Lazio 2. L’8 maggio 2008, a 31 anni, è nominata ministro per la gioventù nel governo Berlusconi IV (il più giovane della storia dell'Italia repubblicana e il secondo più giovane della storia dell'Italia unita, dopo Antonio Starabba di Rudinì) mantenendo la presidenza di Azione Giovani.
Nell'agosto 2008, la ministra Meloni invitò gli atleti italiani a boicottare la cerimonia d'apertura dei Giochi olimpici di Pechino, in dissenso verso la politica attuata dal governo cinese nei confronti del Tibet. L'invito non fu condiviso dal Presidente del Consiglio Silvio Berlusconi né dal ministro degli esteri Franco Frattini, designato a rappresentare l'Italia a Pechino. Anche la delegazione degli atleti azzurri a Pechino si dissociò. Meloni precisò quindi di non aver chiesto di non gareggiare, ma solo di compiere un gesto di solidarietà.

Nel settembre dello stesso anno, a seguito di una polemica sull'antifascismo, sorta all'interno di Alleanza Nazionale, dichiara: 
 Nell'occasione, l'Unione dei Giovani Ebrei espresse soddisfazione per le sue parole.
Il 1º agosto 2008, Meloni propone la nomina del suo vicepresidente in Azione Giovani, Paolo Di Caro, a direttore generale dell'Agenzia nazionale per i giovani; tale nomina fu criticata da parte di esponenti del PD.
Nel febbraio 2009, Meloni sostenne il decreto-legge e il disegno di legge votati in Consiglio dei ministri per fermare all'ultimo momento l'attuazione del protocollo terapeutico concordato con la famiglia di Eluana Englaro, che innescò un conflitto tra il governo e il Presidente della Repubblica, dichiarando «Siamo in condizioni eccezionali».

#### Il Popolo della Libertà
Nel marzo 2009, Alleanza Nazionale si unisce a Forza Italia per dare vita al partito unico de Il Popolo della Libertà. Nell'agosto, Meloni diviene presidente del movimento politico giovanile del PdL, denominato Giovane Italia.
Nel novembre 2010 presenta, per conto del ministero di cui è capo, un pacchetto da 300 milioni di euro chiamato Diritto al Futuro, finalizzato a investire sui giovani e contenente nel complesso cinque iniziative, tra cui agevolazioni per i neo-imprenditori, bonus a favore dei precari e prestiti per gli studenti meritevoli. Il suo mandato come ministra per la gioventù termina con la fine del governo Berlusconi IV nel novembre 2011.
Il 15 giugno 2012 rassegna le dimissioni dalla presidenza della Giovane Italia, nominando al suo posto Marco Perissa.
Nonostante avesse votato a favore della riforma delle pensioni Fornero in qualità di deputata PdL, in seguito prese le distanze da tale riforma.

### La fondazione di Fratelli d'Italia

#### La nascita del partito
Nel novembre 2012 annuncia la propria candidatura alle primarie del Popolo della Libertà. A seguito della decisione di Berlusconi di non disputare le primarie, il 20 dicembre 2012 lascia il PdL e fonda, assieme a Guido Crosetto, Ignazio La Russa e altri provenienti da AN, PdL e MSI, il nuovo movimento politico Fratelli d'Italia, il quale comunque conferma l'alleanza con il partito di Berlusconi. 
Alle elezioni politiche del 2013 è rieletta alla Camera dei deputati nella circoscrizione Lombardia 3 per Fratelli d'Italia, diventandone capogruppo nella XVII legislatura.

#### L'ascesa alla presidenza di Fratelli d'Italia

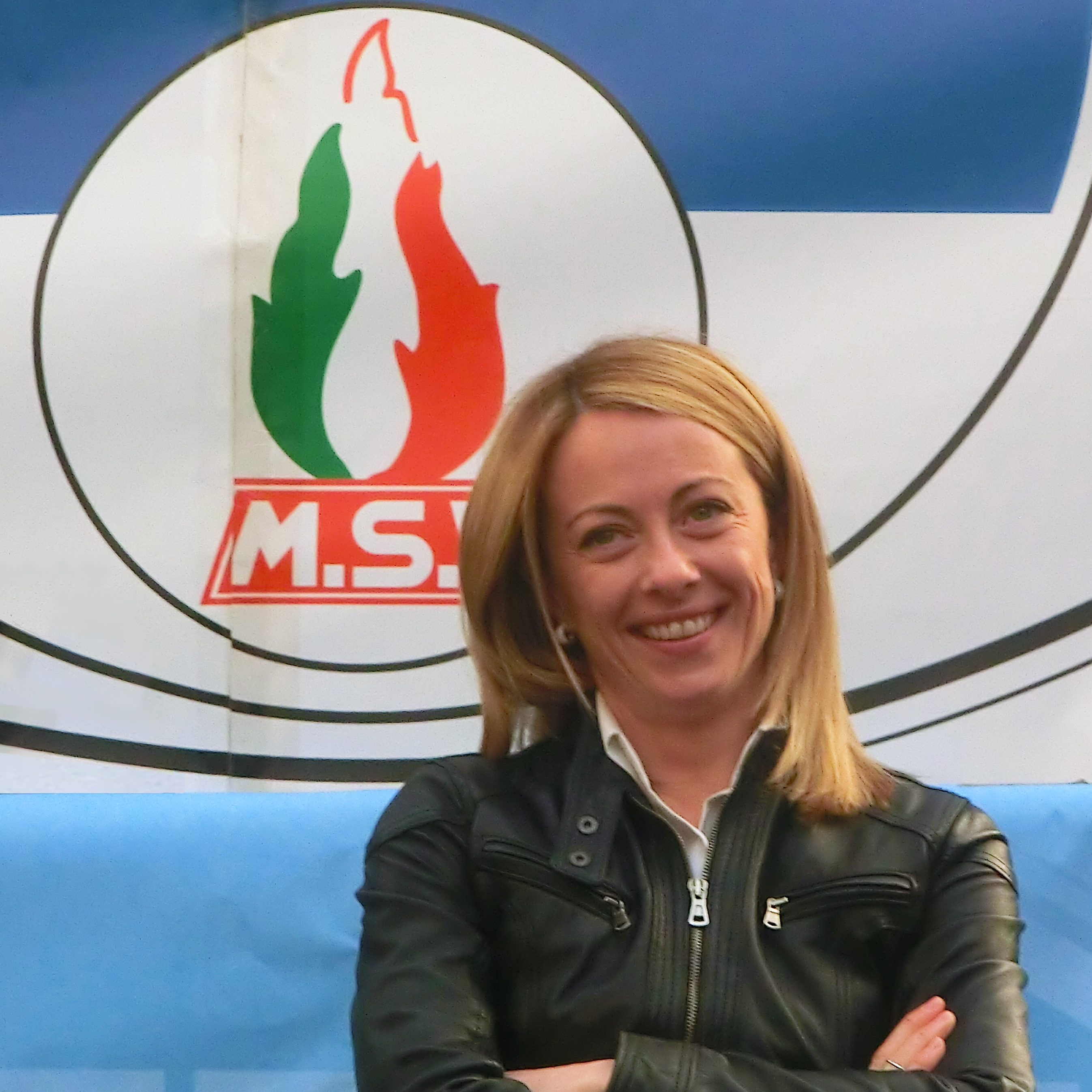
Giorgia Meloni a Sanremo durante la campagna elettorale per le elezioni europee del 2014

L'8 marzo 2014 diviene presidente di Fratelli d'Italia e in aprile viene candidata alle elezioni europee del 2014 come capolista in tutte le circoscrizioni; tuttavia FdI ottiene il 3,67% dei voti, al di sotto della soglia di sbarramento del 4%, quindi non elegge europarlamentari. Nella consultazione Meloni ha raccolto complessivamente 348.700 preferenze (con un picco di 105.473 nella circoscrizione Italia meridionale).
Il 17 giugno 2014 lascia l'incarico di capogruppo di Fratelli d'Italia alla Camera dei deputati in favore di Fabio Rampelli.
Da presidente di FdI, ne decide l'alleanza con l'altro principale partito di destra del momento, la Lega Nord di Matteo Salvini, con il quale intraprende diverse campagne politiche contro il governo Renzi, attestando il partito su posizioni euroscettiche.
In seguito alle dimissioni di Giorgio Napolitano, insieme alla Lega Nord propone come candidato nell'elezione del Presidente della Repubblica il giornalista Vittorio Feltri, da sempre schierato su posizioni politiche di centro-destra. L'elezione sarà poi vinta da Sergio Mattarella.
Il 4 novembre 2015 fonda il movimento "Terra Nostra - Italiani con Giorgia Meloni", mentre il successivo 8 novembre, insieme al leader di Forza Italia Silvio Berlusconi e al segretario della Lega Nord Matteo Salvini partecipa a una manifestazione a Bologna promossa dall'intera coalizione.
Il 30 gennaio 2016 partecipa al Family Day, dichiarandosi contro il ddl Cirinnà e i diritti delle coppie omosessuali. Nella stessa occasione Meloni ha rivelato di aspettare un figlio, insieme al suo compagno Andrea Giambruno.
Il 15 marzo 2016, viene candidata dal centro-destra a sindaco di Roma, con il sostegno di una coalizione composta da Fratelli d'Italia, Noi con Salvini (emanazione leghista nel centro e sud Italia), Partito Liberale Italiano e due liste civiche: Con Giorgia Meloni Sindaco e Federazione Popolare per la Libertà (costituita da Mario Mauro e Giuseppe Cossiga). Al primo turno ottiene il 20,62% dei consensi (di cui il 12,27% proveniente da FdI), piazzandosi terza dietro a Virginia Raggi del Movimento 5 Stelle e Roberto Giachetti del centro-sinistra e quindi non accedendo al ballottaggio. Meloni entra comunque in consiglio comunale, dove si iscrive al gruppo consiliare "Con Giorgia".
In occasione del referendum costituzionale sulla riforma Renzi-Boschi, Meloni ha fondato i comitati "NO, GRAZIE", partecipando anche a numerosi dibattiti televisivi tra cui uno contro lo stesso Presidente del Consiglio Renzi. Alla vittoria del no (col 60% dei voti), Meloni ha chiesto le elezioni anticipate e ha negato la fiducia al successivo governo Gentiloni.
Il 2 e 3 dicembre 2017 a Trieste si tiene il congresso di Fratelli d'Italia, che vede la riconferma di Meloni a presidente del partito, oltre a un rinnovo del simbolo e all'adesione di Daniela Santanchè a FdI.

#### Le elezioni del 2018 e la XVIII legislatura
In occasione delle elezioni politiche del 2018 è rieletta deputata nel collegio uninominale Lazio 2 - 07 (Latina) per la coalizione di centro-destra (in quota Fratelli d'Italia) con il 41,00%, davanti a Leone Martellucci del Movimento 5 Stelle (36,50%) e a Federico Fauttilli del centro-sinistra (15,34%), e porta il partito a raddoppiare i propri voti rispetto alle precedenti elezioni politiche, passando così dal 1,9% a un complessivo 4,35%, divenendo il terzo partito della coalizione di centro-destra.
Alle successive consultazioni con il Presidente della Repubblica, propose che l'incarico di formare un nuovo governo fosse conferito a Matteo Salvini in quanto leader del partito più votato all'interno della coalizione politica di centro-destra (risultata prima forza politica del Paese, benché non disponesse comunque della maggioranza assoluta in Parlamento).
Durante la XVIII legislatura è prima firmataria del disegno di legge sulla Introduzione dell'obbligo di installazione di dispositivi per prevenire l'abbandono di bambini nei veicoli chiusi (meglio noti come "dispositivi antiabbandono o "salva-bebè"), approvato in via definitiva dal Senato il 25 settembre. L'obbligo dei dispositivi salva-bebè per il trasporto dei bambini fino a quattro anni d'età è entrato in vigore il 1º luglio 2019.
Si candida come capolista in tutte le circoscrizioni italiane per le elezioni europee del 2019 e, grazie al buon risultato del suo partito (6,5% dei consensi), risulta eletta come eurodeputata in tutte le circoscrizioni, totalizzando complessivamente 490.677 preferenze (con un picco di 130.159 nella circoscrizione Italia centrale), ma rinuncia al seggio all'Europarlamento (dove subentrano i primi dei non eletti), mantenendo quello a Montecitorio. Il 18 luglio 2019 fonda a Bruxelles l'Alliance pour l'Europe des Nations ("Alleanza per l'Europa delle nazioni"), un partito con annessa fondazione del quale entrano a far parte i cinque deputati neoeletti con FdI. Il segretario è il senatore Carlo Fidanza, il ruolo di tesoriere è occupato da Francesco Lollobrigida, mentre la fondazione è presieduta da Marco Scurria.

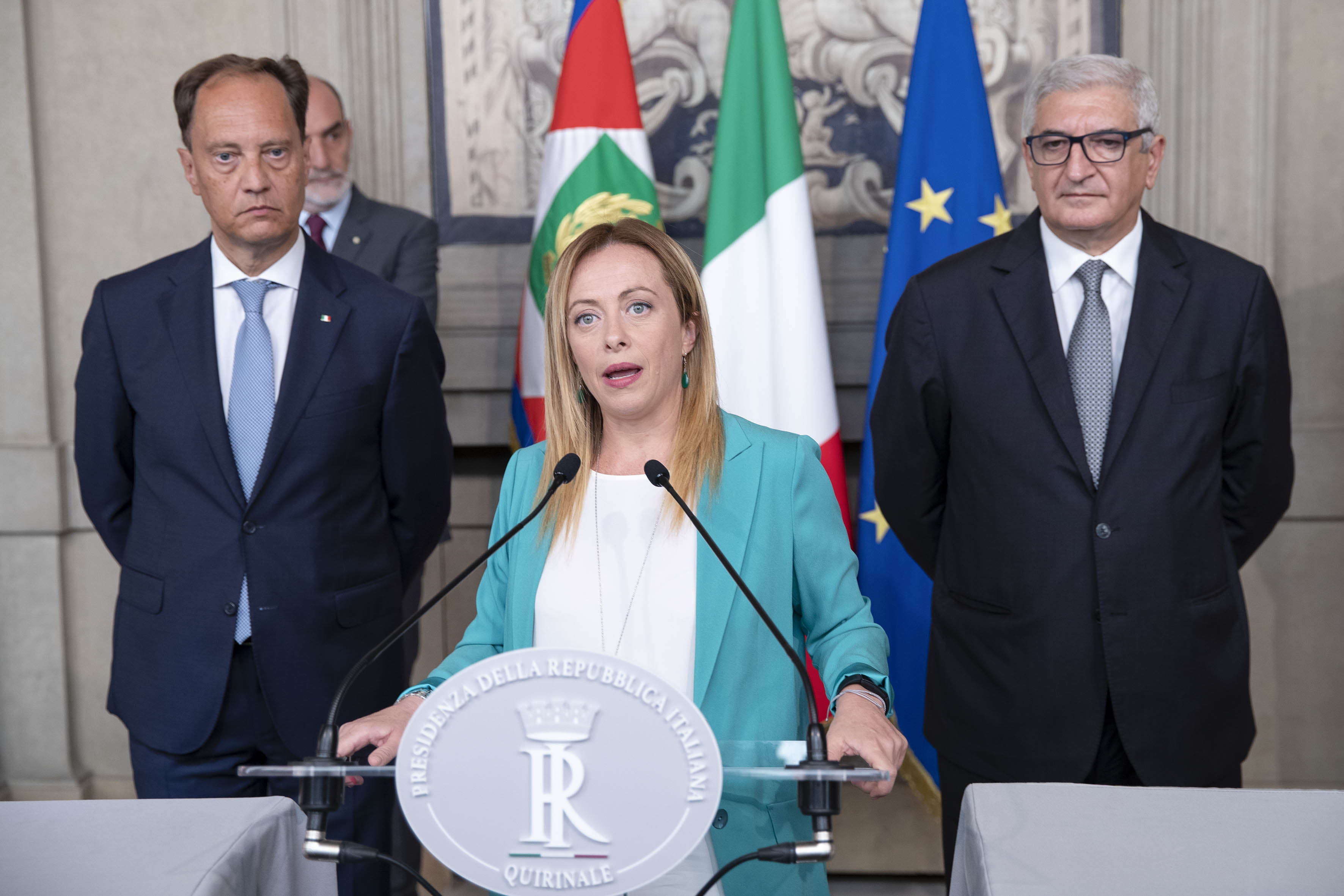
Giorgia Meloni alle consultazioni al Quirinale il 22 agosto 2019

Il 19 ottobre 2019 partecipa alla manifestazione "Orgoglio italiano" convocata in piazza San Giovanni a Roma da Matteo Salvini contro il neo governo Conte II: in tale occasione Meloni tiene un comizio in cui, fra l'altro, alimenta una fake news omofoba, criticando la presunta proposta, mai stata avanzata in realtà di sostituire le diciture "padre" e "madre" sui documenti d'identità dei minorenni con "genitore 1" e "genitore 2", concludendo con lo slogan "Io sono Giorgia, sono una donna, sono una madre, sono italiana, sono cristiana". La frase viene remixata da due DJ milanesi, divenendo un tormentone con milioni di visualizzazioni, imitazioni e meme sui social media. La frase "Io sono Giorgia" è stata poi usata dalla stessa Meloni come titolo per la sua autobiografia pubblicata nel 2021; come lei stessa ha ammesso, il successo mediatico e virale del video musicale, perduta l'originaria intenzione satirica con cui era stato creato, ha finito per incrementare la sua popolarità, trasformandola "da noioso esponente politico a curioso fenomeno pop".
Il 3 febbraio 2020 Meloni ha inaugurato la National Conservatism Conference (NatCon) del 2020, l’evento internazionale ideato dalla Edmund Burke Foundation tenutosi al Grand Hotel Plaza di Roma, le cui realtà promotrici straniere e nazionali sono Nazione Futura (Italia), Bow Group (Regno Unito), Danube Institute (Ungheria), International Reagan Thatcher Society (Stati Uniti), The Herzl Institute (Israele).
Sul fronte della politica estera, Meloni ha rafforzato la visione filo-statunitense del suo partito, aprendo una linea di comunicazione tra Fratelli d'Italia e il Partito Repubblicano del presidente Donald Trump. Il 5 febbraio 2020 è l'unica italiana a partecipare al principale evento dei conservatori statunitensi, il National Prayer Breakfast di Washington. L'avvicinamento agli Stati Uniti non ha impedito a Meloni di assumere posizioni caute in occasione di importanti crisi della politica internazionale, come l'uccisione in un raid statunitense del generale iraniano Qasem Soleimani, avvenuta in Iraq presso Baghdad il 3 gennaio 2020, dopo la quale la segretaria di Fratelli d'Italia invitò alla cautela e alla de-escalation, mentre l'alleato Matteo Salvini dichiarò di approvare pienamente l'azione di Washington.
Il 7 marzo 2020 Meloni firmò insieme ai leader di Lega e Forza Italia la sfiducia nei confronti del ministro della giustizia Alfonso Bonafede.
Durante l'emergenza legata all'esplosione della pandemia di COVID-19 in Italia, a più riprese Meloni definì il governo Conte II "inadeguato a gestire l'emergenza" e lo attaccò duramente, fino a definire "criminale" l'atteggiamento tenuto nel corso dell'emergenza sanitaria, che la deputata romana aveva ritenuto eccessivamente ondivago nella scelta tra chiusura delle attività produttive e garanzie del mantenimento delle misure di distanziamento sociale.
Dal febbraio 2021 è membro dell'Aspen Institute, un think tank internazionale con sede a Washington D.C., di cui fanno parte numerosi finanzieri, uomini d'affari e politici.
Nel febbraio 2022 è intervenuta alla conferenza annuale Conservative Political Action Conference (CPAC) in Florida, esortando gli attivisti e funzionari conservatori statunitensi presenti a difendere le loro idee dai progressisti.

### Presidente del Consiglio dei ministri (2022-)

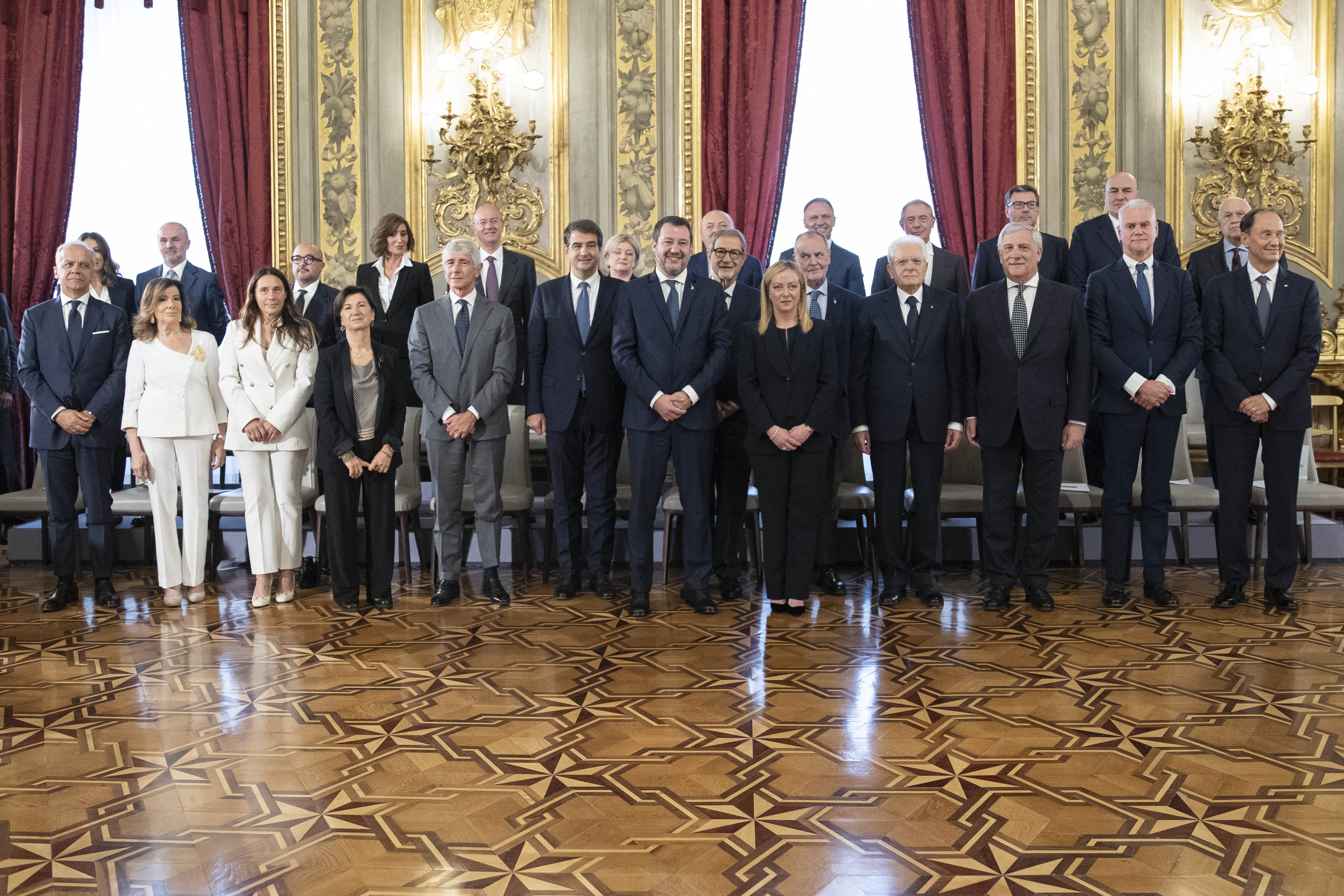
Giuramento del governo Meloni il 22 ottobre 2022

Alle elezioni politiche del 2022, Meloni guida Fratelli d'Italia al miglior risultato della sua storia: è il primo partito sia alla Camera sia al Senato con il 26%, consentendo alla coalizione di centro-destra di ottenere la maggioranza assoluta in entrambi i rami del Parlamento. A livello personale, è rieletta alla Camera dei Deputati nel collegio uninominale Abruzzo - 03 (L'Aquila) per il centro-destra con il 51,49%, superando Rita Innocenzi del centro-sinistra (20,94%) e Attilio D'Andrea del Movimento 5 Stelle (16,27%).
Il 21 ottobre 2022, nel corso delle consultazioni per la formazione del nuovo governo condotte dal Presidente della Repubblica, la coalizione di centro-destra indica unitariamente Meloni come propria candidata alla Presidenza del Consiglio, in quanto leader del partito di maggioranza relativa. Lo stesso giorno il Capo dello Stato le conferisce l'incarico di comporre l'esecutivo; Meloni accetta senza riserva, presentando contestualmente la lista dei ministri.

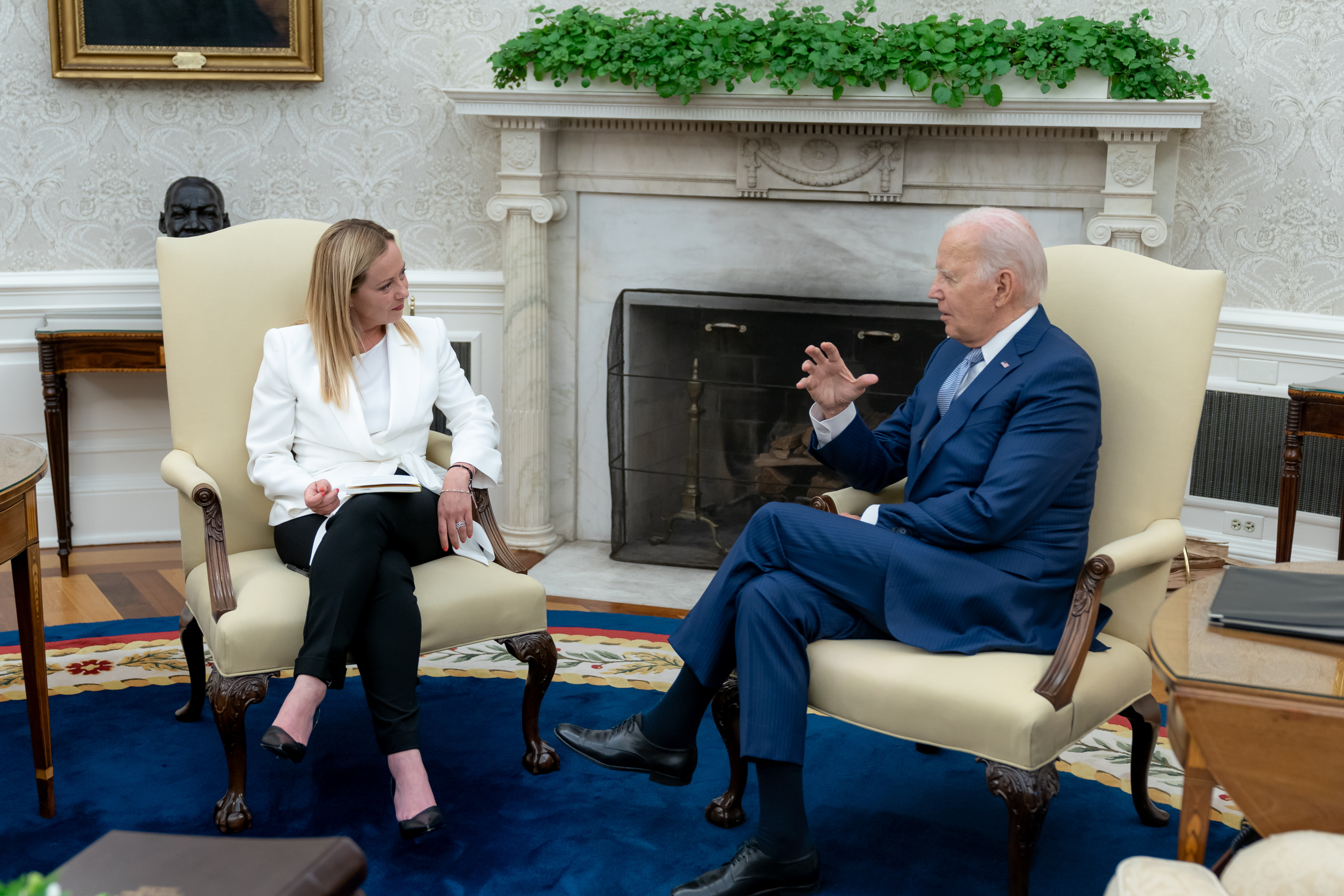
Giorgia Meloni durante un incontro alla Casa Bianca con il presidente Joe Biden, 27 luglio 2023

Il 22 ottobre 2022, Giorgia Meloni presta giuramento al Palazzo del Quirinale come Presidente del Consiglio, assieme ai suoi ministri, dando così inizio al governo Meloni, il primo della storia d'Italia guidato da una donna e a distanza di quasi undici anni dal governo Berlusconi IV, fino ad allora ultimo esecutivo della coalizione di centro-destra in Italia.
Il 23 ottobre avviene la cerimonia della campanella tra Meloni e il Presidente del Consiglio uscente Mario Draghi e, poco dopo, il nuovo Presidente del consiglio avvia il primo Consiglio dei ministri.
In seguito all'inizio del governo da lei guidato, è stata classificata dalla rivista Forbes come la settima donna più potente al mondo nel 2022; nel dicembre 2023 sale in quarta posizione, diventando la prima e unica donna italiana a occupare questa posizione, e a dicembre 2024 migliora ulteriormente questo primato classificandosi al terzo posto della graduatoria. A fine novembre 2023 la rivista Politico la mette al primo posto nella lista dei leader più concreti in Europa. Ad aprile 2024, viene inserita dalla rivista statunitense Time nella lista delle 100 persone più influenti del mondo. Nel dicembre 2024 Politico indica Meloni come la persona più potente d'Europa.
Il 28 aprile 2024 in vista delle elezioni europee annuncia la sua candidatura come capolista del suo partito dichiarando che se eletta rinuncerà al seggio europeo per mantenere la carica di capo del governo. Il 23 settembre è insignita dall'Atlantic Council del premio Global Citizen Awards.

#### Politica estera

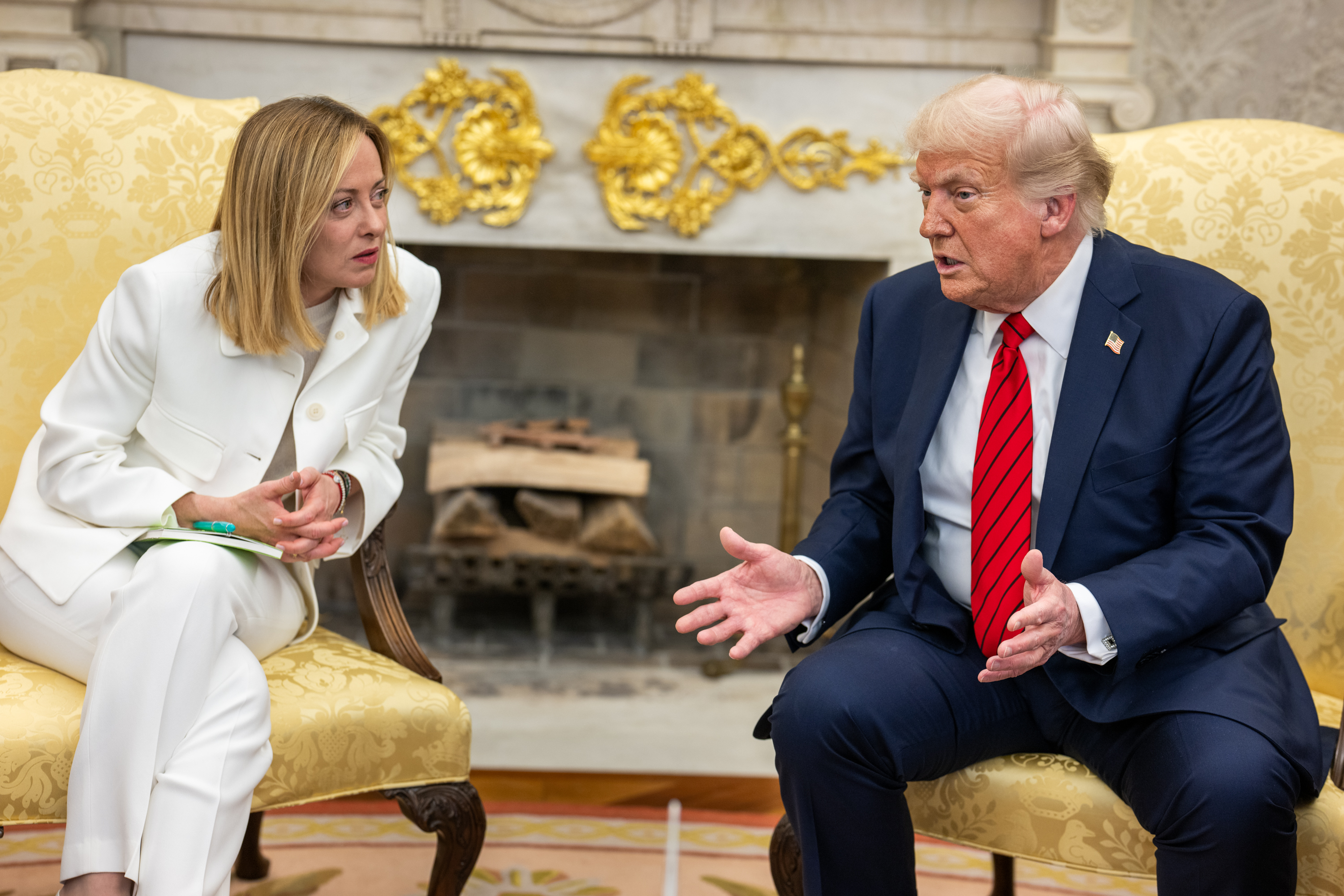
Giorgia Meloni durante un incontro alla Casa Bianca con il presidente Donald Trump, 17 aprile 2025

Il 5 gennaio 2025 Meloni si reca a Mar-a-Lago in Florida per incontrare per la prima volta il presidente eletto Donald Trump. La particolarità del viaggio non preannunciato e con un tempismo inusuale per incontrare il presidente eletto non ancora in carica è stato ritenuto dalla stampa italiana una mossa diplomatica d'iniziativa della premier anche per cercare di risolvere l'incidente diplomatico di forte tensione avuto con l'Iran e l'Italia a causa dell'arresto della giornalista Cecilia Sala nelle carceri iraniane. Oltre a questo, i temi riferiti di cui Meloni e Trump hanno discusso sono stati i dazi, le forniture di gas, la guerra in Ucraina e la guerra tra Israele e Hamas.
Il 20 gennaio si è recata a Washington per partecipare all'insediamento del presidente degli Stati Uniti, unica leader di un paese europeo a presenziare.
Per rafforzare la sicurezza energetica del paese, cercare di stabilizzare i flussi migratori, aumentare l'influenza e il peso politico dell’Italia in Europa e cambiare il metodo di cooperazione con l’Africa Meloni ha idealizzato, creato e adottato il cosiddetto Piano Mattei, definito "un modello virtuoso di collaborazione e di crescita tra Unione europea e nazioni africane" definendolo come una serie di accordi di natura "non predatoria" ma "collaborativa"  alternativa a quella delle potenze rivali.

## Posizioni e idee politiche

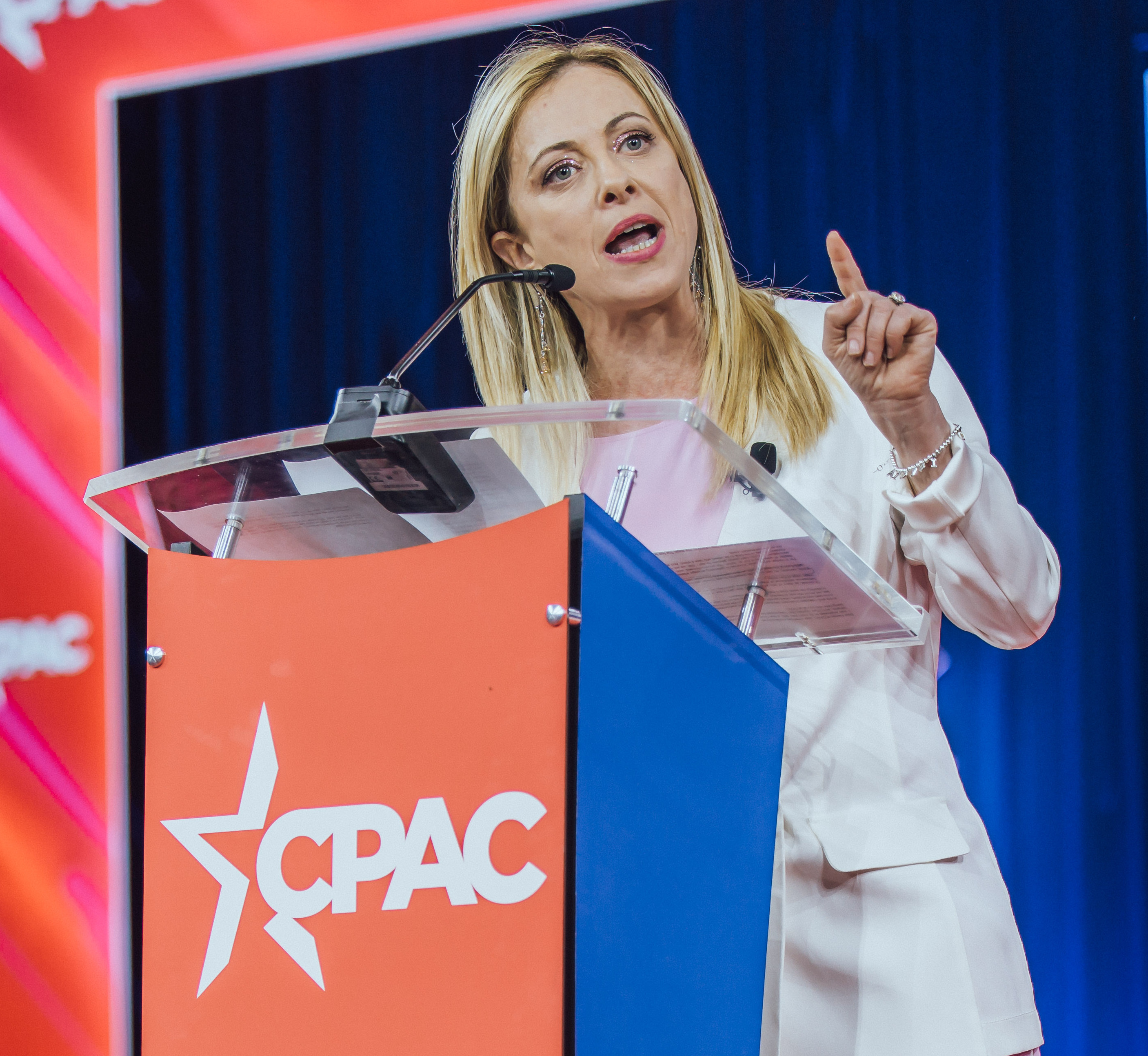
Giorgia Meloni oratrice alla Conservative Political Action Conference tenutasi in Florida il 26 febbraio 2022

Giorgia Meloni persegue valori di destra, nazional-conservatori, nazionalisti e cristiani. Si è definita rappresentante di una «terza via blairiana di destra». Il Financial Times nel maggio 2021 la descrive come «l'astro nascente dell'estrema destra italiana», paragonandola a Marine Le Pen. La sua collocazione nell'estrema destra è stata condivisa anche da altre testate giornalistiche, mentre in altri casi è stata descritta come di destra radicale.
All'inizio, quando Meloni ha vinto le elezioni politiche del 2022 e assunto la carica di Presidente del Consiglio è stata vista in ambito internazionale come colei che è riuscita a portare il governo più a destra in Italia dalla Seconda guerra mondiale destando perplessità e reazioni contrastanti. Soprattutto dopo esser diventata Presidente del Consiglio, la sua figura è stata parzialmente rivisitata, riesaminata e descritta come una politica che ha «normalizzato la destra radicale in Europa» e che, secondo il The Washington Post, ha moderato le sue posizioni sorprendendo alcuni suoi critici mentre il TIME scrive che «la capacità di Meloni di conquistare gli scettici è in parte una testimonianza del suo evidente talento» diventando la prima leader populista a formare una coalizione paneuropea di destra che, sempre secondo vari giornali, sarebbe dotata di pragmatismo politico e abilità  nel farsi spazio tra i leader nell'Unione europea.
Le Figaro nel 2025 la descrive come la "lady di ferro mediterranea" la quale «in poco più di due anni e mezzo al potere [...] si è affermata come figura centrale della politica transalpina». Il 24 luglio il settimanale statunitense TIME le dedica la copertina del numero di agosto.

### Diritti civili
Ha proposto l'abrogazione del reato di tortura dall'ordinamento giuridico italiano, sostenendo che esso «impedisce agli agenti di fare il proprio lavoro», e l'abrogazione della legge Mancino finalizzata a contrastare gli atti e le manifestazioni discriminatorie in materia razziale, etnica e religiosa. Sulle leggi ad personam in materia di giustizia ha sostenuto che «bisogna contestualizzarle. Sono delle leggi che Silvio Berlusconi ha fatto per se stesso. Ma sono leggi perfettamente giuste».
È contraria al matrimonio omosessuale, all'adozione da parte di coppie dello stesso sesso e alle misure di contrasto e prevenzione dell'omo-transfobia, sostenendo che in Italia gli omosessuali non sono discriminati. Nel 2018 ha poi dichiarato la sua volontà di cambiare la Costituzione per rendere incostituzionale la famiglia omogenitoriale. Un tempo contraria anche alle unioni civili per le coppie dello stesso sesso, durante la campagna elettorale per le elezioni politiche del 2022 ha tuttavia sostenuto di non puntare alla loro eliminazione.
Sostiene l'esistenza della teoria del gender, è contraria all'introduzione di corsi di educazione sessuale nella scuola primaria e si oppone alla sensibilizzazione scolastica nei confronti della comunità LGBT, sostenendo che esse non combatterebbero le discriminazioni sessuali ma darebbero ai più giovani «un'interpretazione fuorviante della propria identità sessuale».
È fermamente contraria alla legalizzazione dell'eutanasia, alla legalizzazione della cannabis (anche di quella light) e alla gestazione per altri, proponendo una legge per rendere quest'ultima un "reato universale", al fine di vietarne l'attuazione (da parte di un cittadino italiano) anche all'estero. È inoltre contraria al divorzio breve, all'aborto farmacologico in day hospital e al biotestamento.

### Immigrazione
Riguardo alle politiche migratorie, si oppone ad una società multiculturale, avendo anche sostenuto che la finanza speculativa abbia promosso un vero e proprio piano per destrutturare la società italiana e privarla della propria identità. Si oppone, di conseguenza, all'introduzione dello ius soli e alla concessione della cittadinanza ai figli minorenni di stranieri regolari nati e cresciuti in Italia (ius culturae), ma non alla naturalizzazione con il requisito del completamento del ciclo scolastico (ius scholae); è inoltre fortemente contraria all'accoglienza dei migranti non europei.
Come misura di contrasto dell'immigrazione, ha proposto l'attuazione di un blocco navale nel Mediterraneo e la costruzione di muri sui confini nazionali; ha inoltre affermato la necessità di affondare le navi delle organizzazioni non governative operanti nel Mediterraneo in supporto dei migranti e di arrestarne i membri dell'equipaggio per traffico di esseri umani. Una volta al governo la principale politica è stato un tentativo di esternalizzare l'accoglienza dei richiedenti asilo provenienti da paesi cosiddetti "sicuri", tramite centri costruiti in Albania. Tale tentativo è stato fortemente criticato dalle opposizioni e dalle organizzazioni per i diritti umani, mentre è stato elogiato anche da capi di governo di centro-sinistra come Keir Starmer.
Nei riguardi della comunità musulmana, ha proposto il reato di "integralismo islamico", il divieto di indossare alcune tipologie di veli islamici per le donne musulmane e della predicazione degli imam, nelle moschee in lingua diversa dall'italiano. Tali posizioni le sono valse spesso l'accusa di xenofobia e islamofobia.

### Politiche sociali
È fortemente contraria al reddito di cittadinanza e al salario minimo. Sostiene le politiche per l'aumento della natalità, proponendo, prima di diventare Presidente del Consiglio, asili nido gratuiti con orari di apertura «fino alla chiusura di negozi e uffici», un "reddito d'infanzia" destinato alle famiglie meno abbienti, un congedo di maternità retribuito fino all'80%, una progressiva riduzione dell'IVA sui prodotti dell'infanzia e il diritto allo smart working per le donne con figli che hanno meno di 16 anni. In campo economico propone una flat tax sui redditi incrementali, si schiera a favore della difesa dei "marchi italiani" e a favore di una maggiore valorizzazione delle infrastrutture economiche attinenti al mare. Si è dichiarata favorevole a una politica energetica volta a rendere l’Italia il più indipendente possibile da nazioni estere, aumentando l’estrazione e la produzione di idrocarburi sul territorio nazionale.
Ha proposto il rafforzamento dell'istituto della legittima difesa in modo che essa sia considerata "sempre legittima". Ha inoltre proposto la castrazione chimica per stupratori recidivi e pedofili. In ambito militare è favorevole a un aumento delle spese per la difesa.

### Riforme istituzionali
Propone inoltre l'elezione diretta del presidente della repubblica e in generale è favorevole a una riforma Costituzionale in senso presidenzialista. È favorevole a norme per limitare la diffusione del gioco d'azzardo, all'impignorabilità della prima casa, all'abolizione dei senatori a vita e a un tetto per le tasse in Costituzione. Si dichiara inoltre favorevole alla rimozione del Patto di bilancio europeo dalla Costituzione, ma contraria alla rimozione del pareggio di bilancio.

### Politica estera

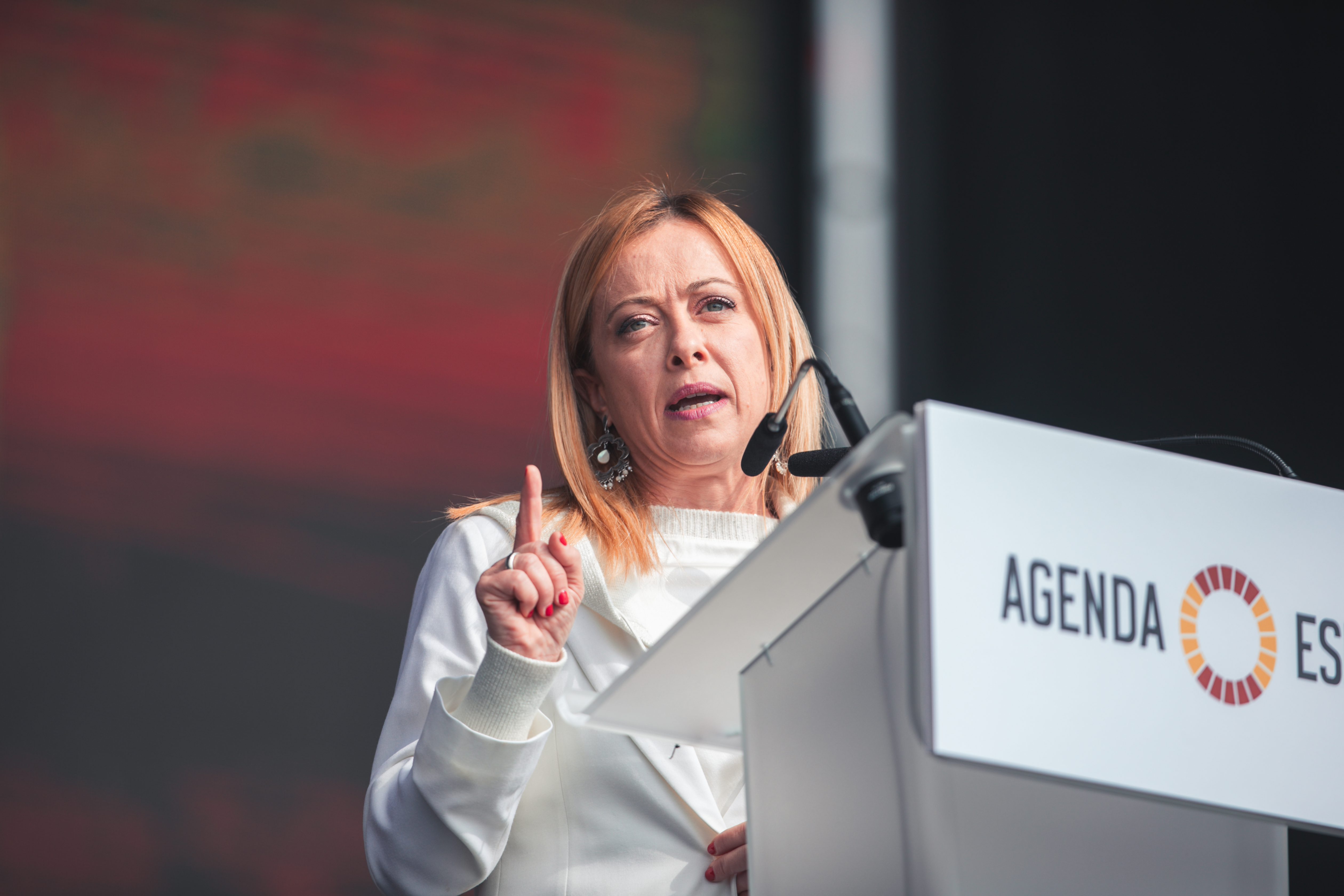
Giorgia Meloni durante l'evento VIVA21, organizzato dal partito spagnolo Vox

A livello internazionale ha rapporti positivi con vari politici di destra ed estrema destra: con l'ungherese Viktor Orbán (Fidesz), con lo spagnolo Santiago Abascal (Vox), con esponenti del partito polacco Diritto e Giustizia, con Elon Musk con esponenti del Partito Repubblicano statunitense e con il Presidente degli Stati Uniti Donald Trump. È inoltre stata presidente del Partito dei Conservatori e dei Riformisti Europei di orientamento nazional-conservatore, di cui facevano parte anche gli spagnoli di Vox, mentre ne fanno parte i polacchi di Diritto e Giustizia.
In politica estera ha ribadito di essere d'accordo con la collocazione atlantica dell'Italia nell'ambito delle alleanze internazionali, affermando che la destra italiana ha una posizione filo-atlantica dal 1948. Ha inoltre espresso totale condanna verso l’invasione russa dell’Ucraina del febbraio 2022, contribuendo nel 2024 a fare pressioni su Orban per il ritiro del suo veto ad aiuti europei all'Ucraina. Nel settembre 2022 ha promesso in un'intervista fatta dalla Central News Agency, agenzia di stampa taiwanese, sanzioni contro la Cina in caso d'invasione da parte cinese di Taiwan. In seguito all'escalation del conflitto tra Israele-Palestina avvenuto il 7 ottobre 2023 scaturito in una guerra tra Israele e Hamas ha affermato che la soluzione strutturale sia quella dei due popoli e due stati.

### Riferimenti ideologici

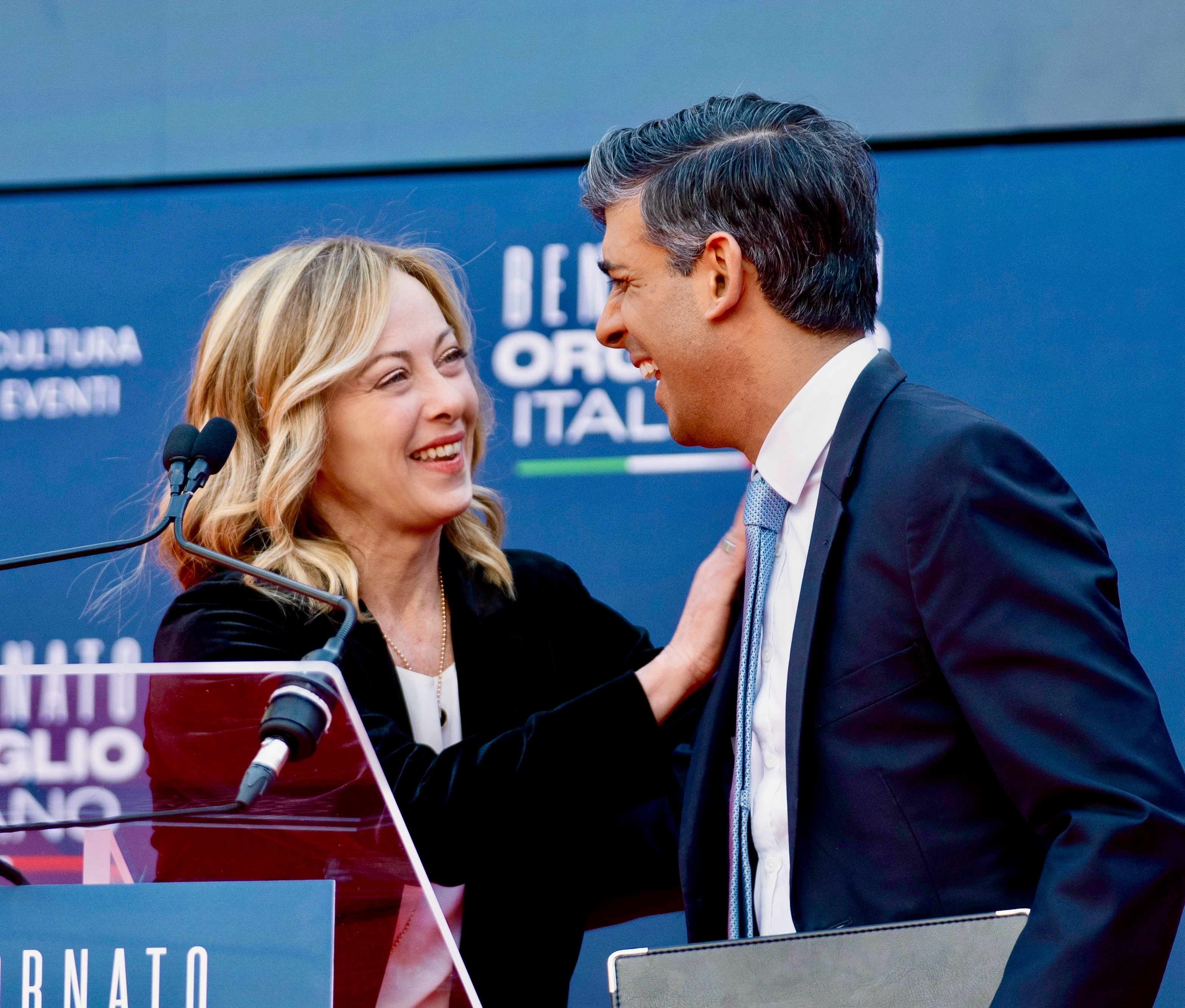
Giorgia Meloni e il primo ministro britannico Rishi Sunak ad Atreju nel 2023

Il 20 aprile 1996, quando aveva 19 anni, intervistata dal telegiornale francese Soir 3 di France 3 Giorgia Meloni aveva dichiarato che Benito Mussolini era stato un buon politico, il migliore della nazione degli ultimi cinquant'anni. Nel 2006 ha dichiarato di avere un «rapporto sereno con il fascismo» e di considerarlo un passaggio della storia nazionale italiana, accusando Mussolini di aver commesso errori come le leggi razziali, l'ingresso in guerra e di aver creato un sistema autoritario. Nel 2020, in occasione dell'anniversario della morte, commemorò la figura di Giorgio Almirante, storico leader del Movimento Sociale Italiano. Tali parole furono criticate a causa del ruolo svolto da Almirante durante il Ventennio fascista come caporedattore della rivista propagandistica La difesa della razza, che nel 1938 aveva pubblicato il Manifesto della razza.
In occasione della conferenza God, Honor, Country: President Ronald Reagan, Pope John Paul II, and the Freedom of Nations organizzata a Roma il 3 febbraio 2020 da un'ampia rete di organizzazioni conservatrici, Meloni ha indicato due suoi fondamentali riferimenti culturali nelle figure di Ronald Reagan e Papa Giovanni Paolo II, a cui l'evento era intitolato, elogiando la spinta a fondere "la democrazia nazionale dentro il principio della sovranità popolare" propria dell'ideologia del presidente americano e la valorizzazione del legame tra cristianesimo e radici dell'Europa propria dell'azione del pontefice polacco.

## Procedimenti giudiziari
Il 27 gennaio 2025 l'avvocato ed ex parlamentare Luigi Li Gotti ha inviato al procuratore della Repubblica Francesco Lo Voi un esposto contro Meloni, il sottosegretario Mantovano e i ministri Nordio e Piantedosi, per la vicenda del rilascio di Usāma al-Maṣrī Nağīm, dirigente della RADA (ex milizia islamista passata alle dipendenze del Ministero dell'Interno libico). Al-Maṣrī, a seguito di un mandato di cattura internazionale dalla Corte penale internazionale dell'Aja per crimini di guerra e contro l'umanità, era stato arrestato dalla DIGOS il 19 gennaio e poi rilasciato dalla Corte d'Appello di Roma due giorni dopo, a causa della mancata richiesta del Ministero della Giustizia di dare esecuzione al mandato di arresto internazionale per un asserito vizio di forma nel mandato di arresto. Subito dopo al-Maṣrī fu espulso dall'Italia. A seguito dell'esposto Meloni è stata iscritta nel registro degli indagati per favoreggiamento e peculato. Il 4 agosto viene notificata dal Tribunale dei ministri l'archiviazione del procedimento.

## Vita privata
Ha una sorella maggiore, Arianna, dal 2023 segretaria di Fratelli d'Italia e responsabile delle adesioni e del tesseramento. Arianna è stata a lungo e fino al 2024 compagna del politico Francesco Lollobrigida, anch'egli esponente di Fratelli d'Italia nonché ministro dell'agricoltura nel governo Meloni. Giorgia e Arianna hanno anche due sorellastre, Barbara e Simona, avute dal padre dalla relazione sentimentale precedente a quella con sua madre.
Da adolescente Meloni ebbe una relazione con Marcello De Angelis, mentre dal 2014 al 2023 è stata legata al giornalista Andrea Giambruno, da cui ha avuto una figlia di nome Ginevra, nata il 16 settembre 2016 a Roma.
Meloni si professa cattolica. Crede nel proprio angelo custode "Harael" (in lingua ebraica הרחאל Ḣaraḥeʾel). Sul suo profilo Twitter ha tenuto per anni, accanto al nome, il glifo ن (nun, 14ª lettera dell'alfabeto arabo), che è stato adottato come simbolo a sostegno dei cristiani perseguitati nel mondo.
Meloni è un'appassionata di letteratura fantasy, in particolare de Il Signore degli Anelli di J. R. R. Tolkien; in un'intervista al The New York Times, ha dichiarato di considerarlo al pari di "un testo sacro" e ha affermato che "Tolkien può dire meglio di noi in cosa credono i conservatori”. In seguito, quando come dirigente di Azione Giovani fondò la relativa manifestazione nazionale annuale, questa fu battezzata Atreju, dal nome del protagonista de La storia infinita di Michael Ende. Oltre a questi romanzi, ammira l'opera del filosofo conservatore britannico Roger Scruton e ha affermato: "se fossi britannica, sarei una tory".

## Onorificenze

### Riconoscimenti
- 23 settembre 2024 - Global Citizen Award dell'Atlantic Council consegnato da Elon Musk.[287]

## Opere
- Giorgia Meloni, Noi crediamo. Viaggio nella meglio gioventù d'Italia, Sperling & Kupfer, 2011, ISBN 978-88-200-4932-4.
- Alessandro Meluzzi, Giorgia Meloni e Valentina Mercurio, Mafia nigeriana. Origini, rituali, crimini, Oligo Editore, 2019, ISBN 978-8-8857-2325-2.
- Giorgia Meloni, Io sono Giorgia. Le mie radici, le mie idee, Rizzoli, 2021, ISBN 978-88-171-5468-0.
- Alessandro Sallusti intervista Giorgia Meloni, La versione di Giorgia, Rizzoli, 2023, ISBN 978-88-17-18316-1.